# Nanomantis yunnanensis
Nanomantis yunnanensis är en bönsyrseart som beskrevs av Wang 1993. Nanomantis yunnanensis ingår i släktet Nanomantis och familjen Iridopterygidae. Inga underarter finns listade i Catalogue of Life.